# Zakl, Podlehnik
Zakl este o localitate din comuna Podlehnik, Slovenia.